# Autocollant

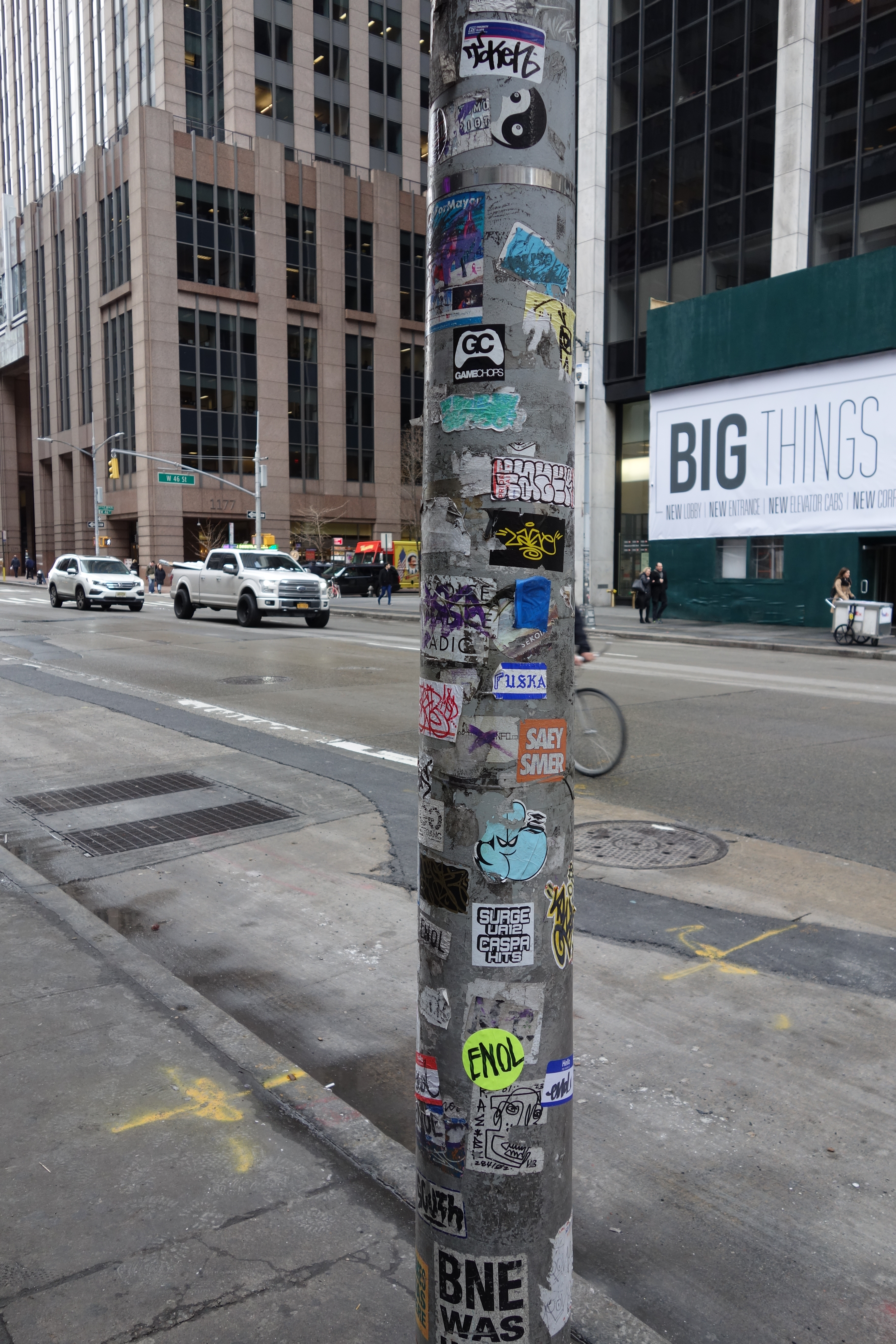
Poteau couvert d'autocollants à New York en 2018.

Un autocollant, ou sticker, est un support de texte ou d'images disposant sur sa face inférieure d'une fine couche d'adhésif permettant de le fixer sur une surface, à titre généralement définitif.
Le support est constitué de papier ou d'un matériau synthétique. Le message véhiculé est en général imprimé ou sérigraphié mais peut être également dessiné à la main pour les productions à petite échelle.
La partie adhésive est normalement couverte par une protection siliconée (le transfert) tant que l'autocollant n'a pas été apposé. Certains autocollants n'utilisent pas de colle, mais sont conçus pour tenir sur des surfaces très lisses (verre, céramique) par effet électrostatique. D'autres sont magnétiques (aimantins). Dans ce cas ils peuvent être retirés ou repositionnés sans altérer la surface qui les porte.

## Terminologie
Le terme autocollant désigne à la fois l'objet et la technologie adhésive qui consiste en une vignette prête à être collée sans ajout de colle supplémentaire. 
- Il est utilisé comme adjectif — vignette autocollante, timbre autocollant, étiquette autocollante, postit autocollant, macaron autocollant — lorsque la technologie est utilisée dans un but pratique, par exemple pour l'étiquetage des produits vendus dans un commerce.
- Il est utilisé en tant que nom pour un objet indépendant qui n'a d'autre objectif que de véhiculer le message promotionnel que constitue cet objet.

## Typologie

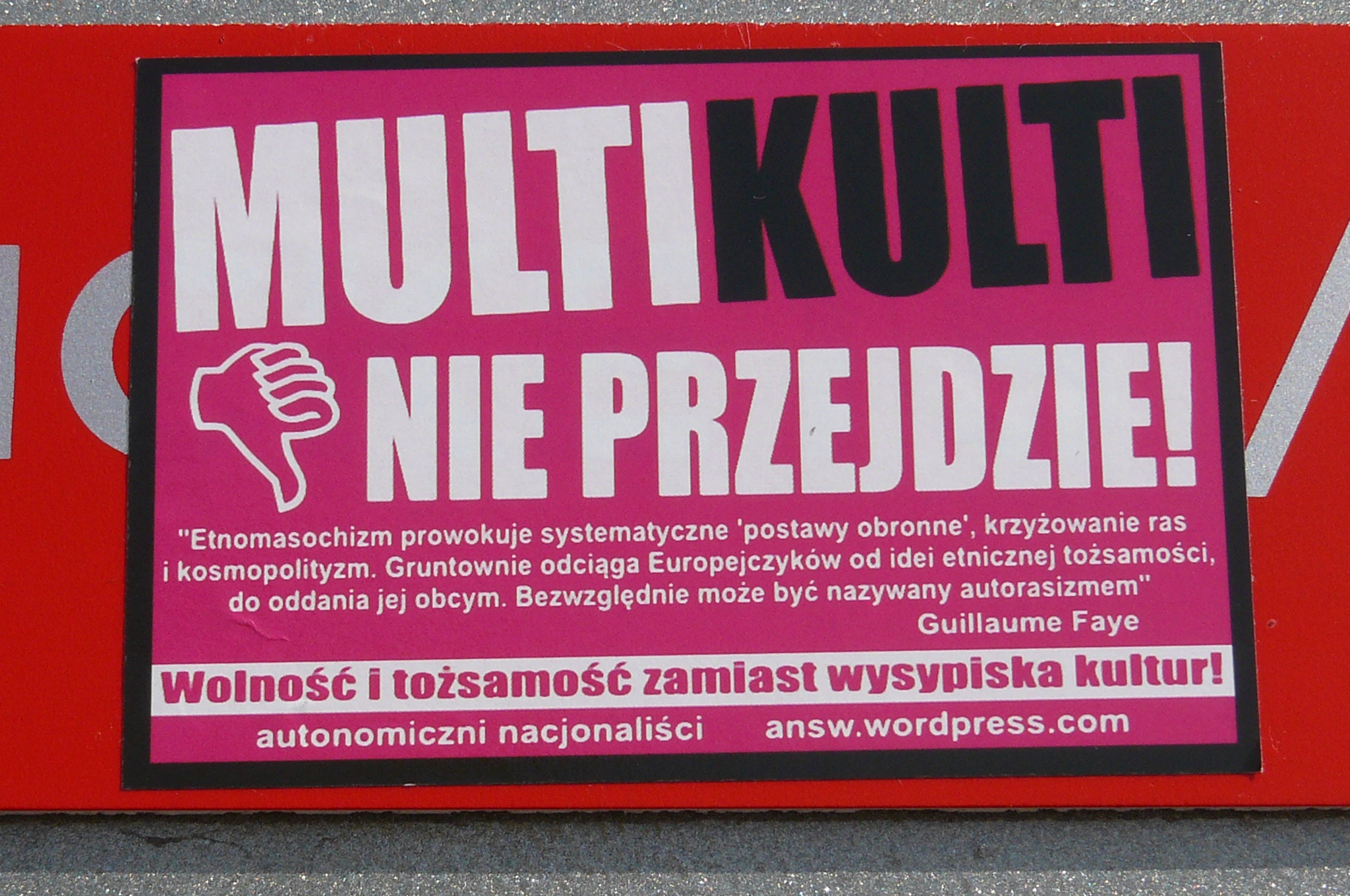
Autocollant politique à Wrocław.

Différents types d’autocollants existent :
- Les autocollants politiques ou militants qui revendiquent une position ou un message. Ils représentent une contre-culture et ont tendance à être collés sur les « publicités » même qu'ils dénoncent. Ils se présentent ainsi comme une façon de se rapproprier l'espace en général et l'espace publicitaire en particulier. En France, ce mode d'expression est avant tout utilisé par les extrêmes : identitaires, anarchistes et syndicats radicaux.

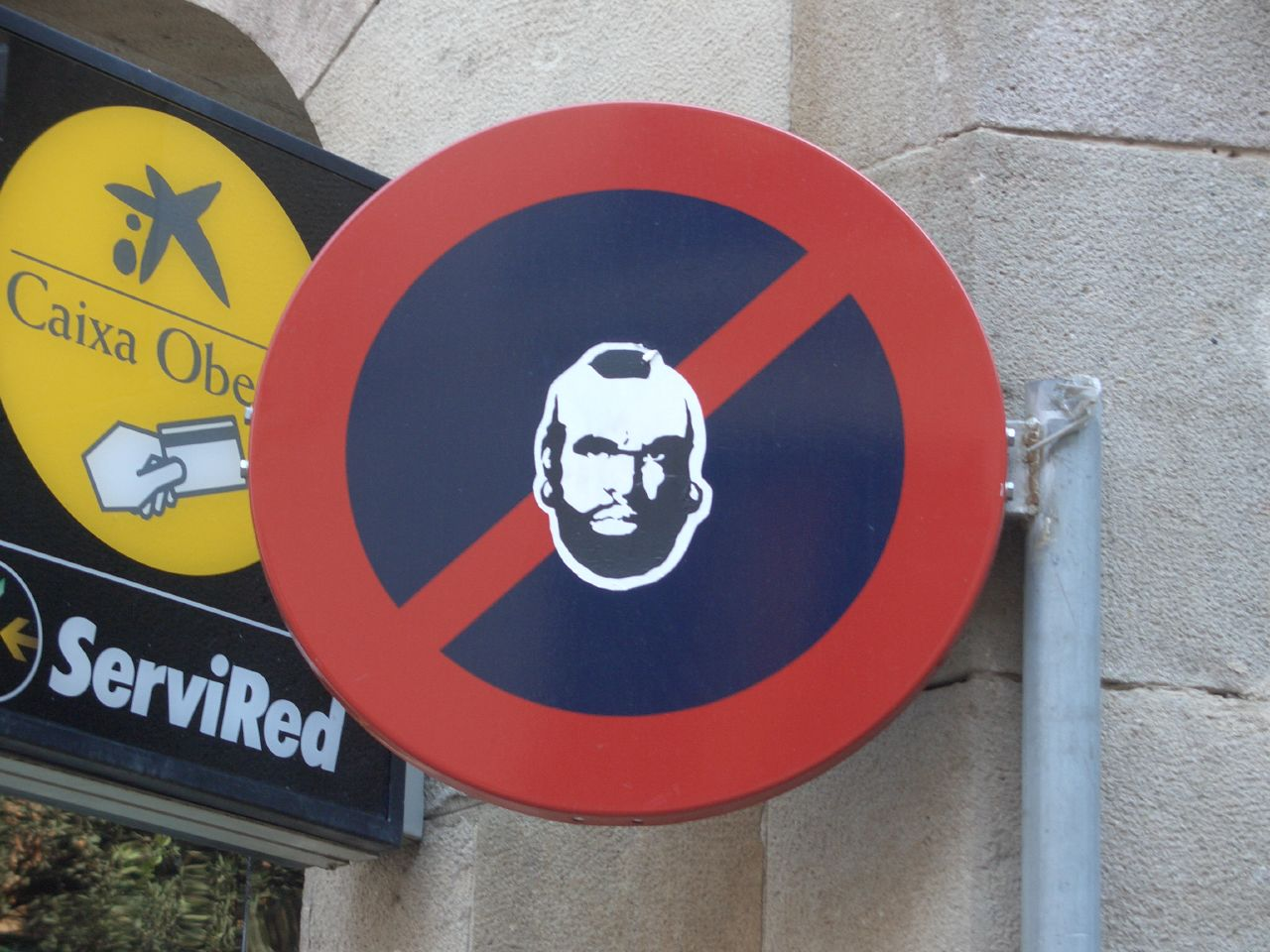
Autocollant artistique représentant Barracuda.

- Les autocollants artistiques : il s'agit souvent, à partir d'un autocollant vierge, de faire une petite œuvre d'art, allant du tag au dessin. On voit de plus en plus se développer des autocollants artistiques en vinyle, sur lesquels un travail graphique est effectué avant de les imprimer en série.

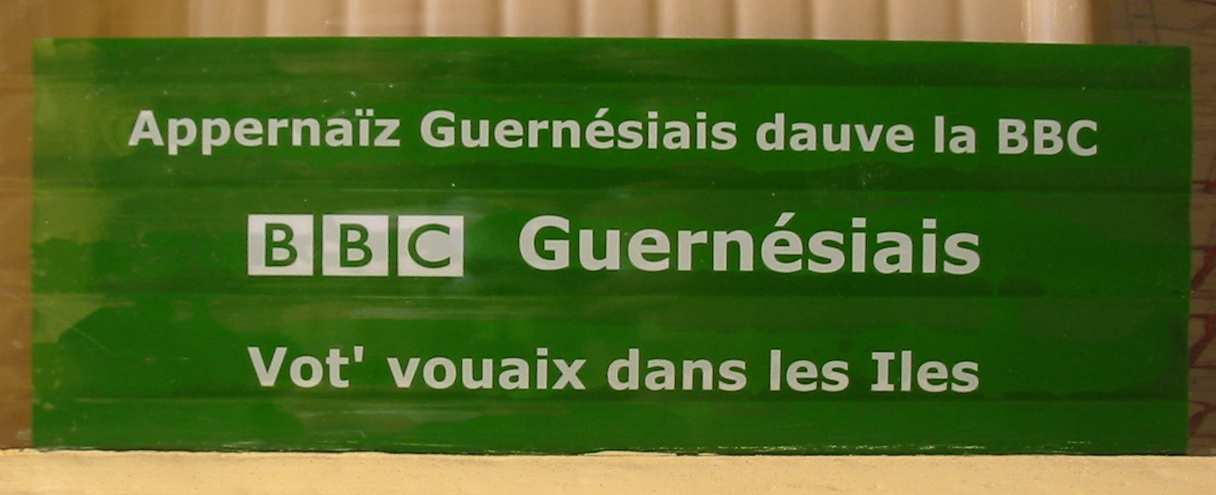
Autocollant publicitaire de la BBC.

- Les autocollants publicitaires : ils servent à faire apparaître des marques, des logos, des slogans publicitaires. La plupart sont produits en masse par les annonceurs et les partis politiques, mais certains sont produits en petites séries comme les autocollants de groupes de musique pour véhiculer leur nom.

- Les autocollants muraux font également leur apparition dans le monde de la décoration d'intérieur.

Les autocollants politiques, artistiques et certains publicitaires sont destinés à être collés dans la rue[réf. nécessaire] alors que les autocollants muraux, de plus grand format, sont des accessoires d'intérieur.

## Histoire

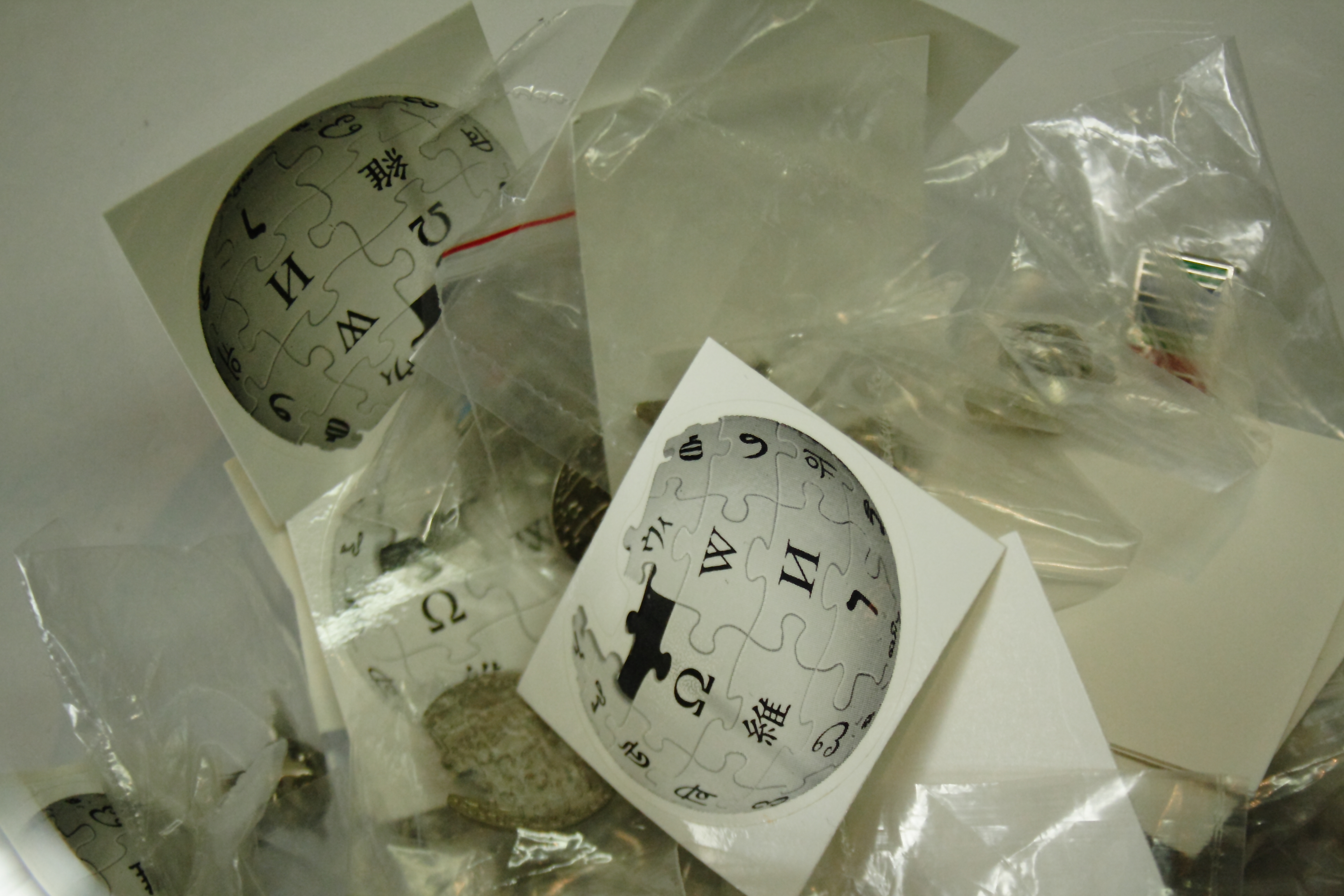
Autocollants Wikipédia et épingles pendant Wikimania 2015.

Le principe de l'autocollant apparaît peu de temps après la mise au point d'adhésifs efficaces et bon marché, vers la fin des années 1960. Il prend rapidement la place des décalcomanies, et devient très utilisé dans les années 1970 à 1990 en tant qu'objet publicitaire. Le nombre et la variété des autocollants publicitaires produits à ce titre en ont fait un objet de collection, la stickophilie, facile d'accès car peu cher et très répandu.
Les autocollants militants et artistiques (les objets et la pratique) deviennent à partir des années 1980 un moyen de communication alternatif, et un phénomène en expansion depuis les années 1990 : le prix de production relativement bas et la facilité à coller les autocollants n'importe où sont deux explications de cette pratique souvent qualifiée de « sauvage ».
Depuis le début des années 2000, l’autocollant est apparu dans nos foyers en tant qu’outil de décoration. Aujourd’hui il rencontre un véritable succès sur ce marché de la décoration d'intérieur et est devenu un vrai phénomène de mode.

## Dispositions légales
En 1979, la loi du 29 décembre interdit de fixer des publicités et donc des autocollants hors des espaces autorisés ; en parallèle, le second choc pétrolier et la conjoncture économique qui s'ensuit font préférer d'autres supports de communication aux annonceurs. L'autocollant reste toutefois un support pour des campagnes publicitaires ponctuelles. Pour dégager leur responsabilité en cas d'affichage sauvage, les annonceurs ajoutent la plupart du temps sur les autocollants édités la mention « à coller uniquement sur les endroits autorisés, conformément à la loi du 29 décembre 1979 ».